# SpaceX CRS-12
SpaceX CRS-12 è stata una missione spaziale privata di rifornimento per la Stazione spaziale internazionale, programmata da SpaceX per la NASA, nell'ambito del programma Commercial Resupply Services, e decollata il 14 agosto 2017.
Il vettore utilizzato è stato un Falcon 9 Block 4, il quale ha portato in orbita il veicolo cargo Dragon; in particolare, questa missione ha visto l'utilizzo di un veicolo cargo nuovo, nella fattispecie il Dragon C113. Il primo stadio del razzo vettore è stato fatto riatterrare con successo nella Landing Zone 1, nella base aerea di Cape Canaveral, mentre la capsula è tornata sulla Terra il 17 settembre 2017 ammarando nell'oceano Pacifico dopo aver trasportato sulla ISS un carico di circa 2900 kg.
La CRS-12 è stata la l'ultima della prima serie di dodici missioni commissionate alla SpaceX dalla NASA attraverso il contratto Commercial Resupply Services, inerente al rifornimento della Stazione spaziale internazionale.

## Lancio e svolgimento della missione

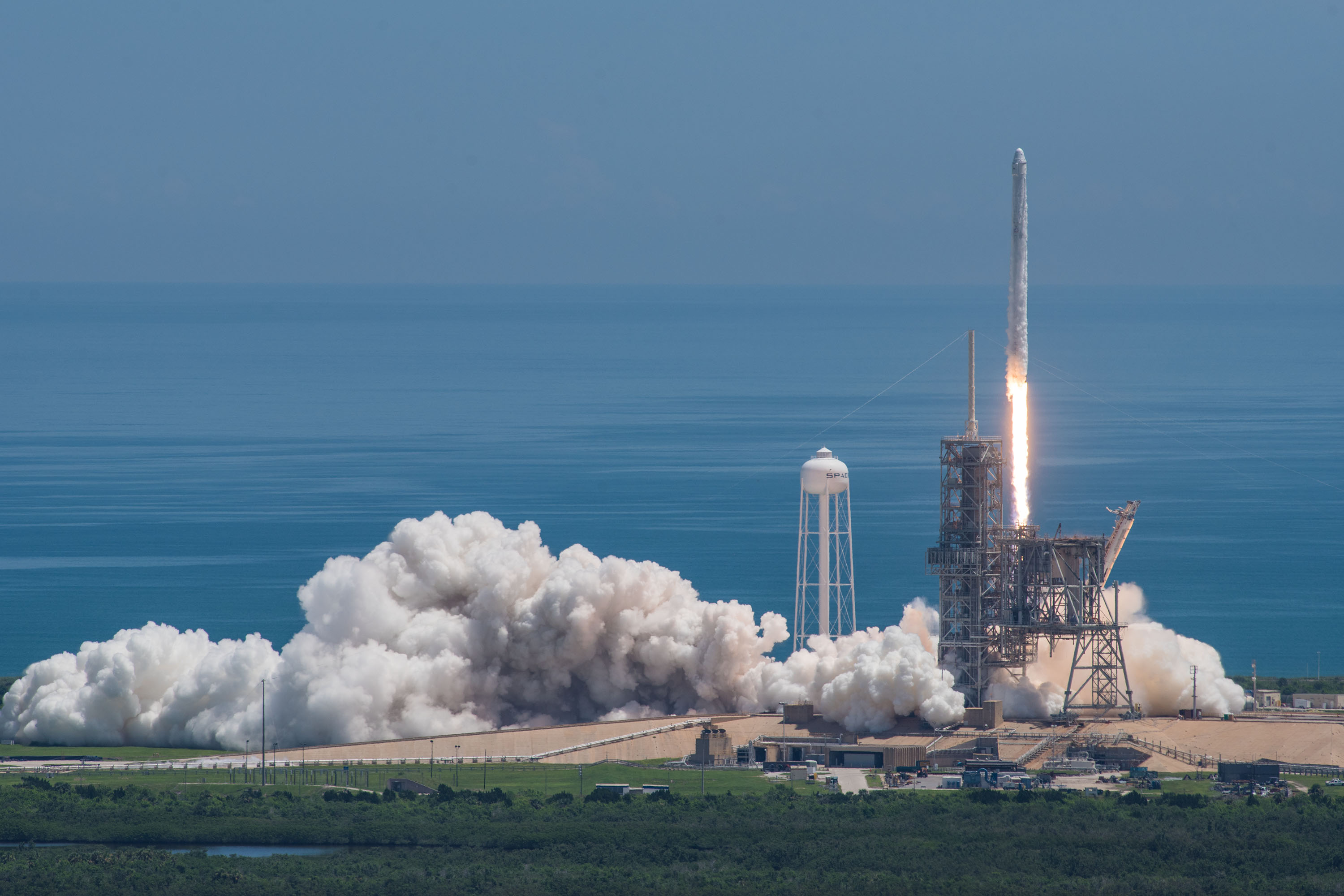
Il lancio della missione CRS-12.

Dopo essere stata originariamente programmata per il mese di dicembre del 2016, la missione è stata poi posticipata all'agosto del 2017. Così, il 14 agosto del 2017 alle 16:31:37 UTC, la missione è partita con il lancio del razzo Falcon 9 Block 4 dal Complesso di lancio 39 del Kennedy Space Center. Il 16 agosto il modulo Dragon C113 ha raggiunto la ISS ed ha iniziato a condurre una serie di manovre per regolare la propria velocità, altitudine e orientazione con quella della stazione spaziale. Dopo aver raggiunto il punto di cattura, alle 10:52 UTC il veicolo è stato preso dal Canadarm2 e infine, alle 13:07 UTC, è stato agganciato al modulo Harmony.
Il primo stadio del Falcon 9 Block 4, nel frattempo, era atterrato con successo nella Landing Zone 1.
Il modulo Dragon della missione è rimasto agganciato alla ISS per un mese. L'unberthing è avvenuto nelle prime ore del 16 settembre 2017 e il veicolo è stato liberato grazie al Canadarm2 alle 08:40 UTC. Dopo una serie di manovre atte ad allontanarlo dalla stazione spaziale, il Dragon ha effettuato un'accensione di 10 minuti in previsione del suo rientro in atmosfera. Subito dopo, il veicolo si è disfatto del contenitore adibito al carico e si è orientato in modo consono al rientro. Infine, alle 14:14 UTC il veicolo, pesante circa 3800 kg, è ammarato nell'oceano Pacifico.

## Carico
La missione CRS-12 ha portato in orbita un carico totale di 2910 kg di materiale. Questo includeva 1652 kg di materiale pressurizzato destinato all'interno della Stazione Spaziale Internazionale e 1258 kg di carico non pressurizzato costituito dallo strumento CREAM, esperimento da agganciare all'esterno della stazione.
In particolare il carico era così composto:
- Esperimenti scientifici: 916 kg
- Rifornimenti per l'equipaggio: 220 kg
- Hardware per la stazione spaziale: 339 kg
- Equipaggiamenti per le attività extraveicolari: 30 kg
- Risorse informatiche: 53 kg
- Carico destinato all'esterno della ISS:
  - Cosmic-Ray Energetics and Mass (CREAM): 1258 kg